# Dactylis stenophylla
Dactylis stenophylla là một loài thực vật có hoa trong họ Hòa thảo. Loài này được (Podp.) Opiz ex Podp. mô tả khoa học đầu tiên năm 1926.